# Spitalul Colțea
Spitalul Colțea (deutsch Krankenhaus Colțea) ist ein Krankenhaus im 3. Sektor der Stadt Bukarest. Es beherbergte eine der ersten Medizinschulen Rumäniens.

## Geschichte
Das Krankenhaus Colțea wurde am 14. Dezember 1704 als erstes Krankenhaus in Bukarest eröffnet. Angrenzend an das Krankenhaus befand sich schon davor das Colțea-Kloster, das zwischen 1695 und 1697 erbaut wurde und dessen Klosterkirche auch heute noch existiert.
Ursprünglich verfügte das Krankenhaus über 24 Betten. An das Krankenhaus wurden noch weitere Gebäude wie die Medizinschule, ein Gasthaus und mehrere Lager für Heilpflanzen angebaut, bevor im Jahre 1719 eine Mauer zum Schutz vor Überfällen um den ganzen Gesundheitskomplex errichtet wurde. Nach dem Erdbeben im Jahre 1802 wurde das Gebäude 1836–1842 wiedererbaut, doch wegen weiterer Erdbeben 1887 erneut abgerissen, um für den heutigen Colțea-Palast Platz zu schaffen, der auch heute noch als Krankenhaus dient.